# 湖嶺村
石上鎮湖嶺村位處於中國江西省赣州市寧都縣，廣昌縣頭鎮交界，近梅江，邮政编码是342802。村民多數是客家人，方言以客家話和寧都話為主。

## 外部連結
- 中國寧都縣人民政府